# Ånija Lundgren
Marta Ånija Berglund-Lundgren, född 28 januari 1895 i Rengsjö, Gävleborgs län, död 30 september 1970 i Lidingö församling, var en svensk missionär, sjuksköterska och ackuschörska.

## Biografi
Lundgren föddes 1895 i Rengsjö, som dotter till hemmansägaren Erik Persson Berglund (född 8 april 1872) och Anna Augusta Andersdotter (född 9 november 1868). Hon var gift med Martin Emanuel Manne Lundgren (född 29 september 1898).
År 1917 avlade hon examen som ackuschörska, det vill säga, barnmorska. Mellan 1918 och 1920 studerade hon vid Missionsskolan på Lidingö, och 1920 till 1921 ägnade hon sig åt språkstudier vid Alliance française i Paris. 1927 fick hon därifrån ett diplom. Då hade hon redan, 1921, rest för att missionera i Kongo. 1922 gifte hon sig med Manne Lundgren, även han missionär.
Hon var i Kongo under stora delar av sitt liv, mellan 1921 och 1963, då hon pensionerades. 1931 till 1932 studerade hon dock pedagogik vid folkskoleseminariet i Linköping. Mellan 1930-talet och 1970-talet skrev Lundgren dagböcker, en omfattande samling som finns bevarad i Manne Lundgrens arkiv vid Riksarkivet.
Makarna Lundgren är begravda på Lidingö kyrkogård.